# Martien Houtkooper
Martinus ("Martien") Houtkooper (Callantsoog, 27 oktober 1891 – Haarlem, 16 maart 1961) was een Nederlands voetballer die als rechtsbinnen of rechtsbuiten speelde.
Houtkooper kwam van 1910 tot 1927 uit voor HFC Haarlem en behoorde tot de selectie van het Nederlands voetbalelftal voor de Olympische Zomerspelen in 1912. Daar behaalde Nederland de derde plaats maar Houtkooper kreeg geen bronzen medaille omdat hij niet in actie kwam tijdens de spelen. Op 31 augustus 1919 speelde hij zijn enige interland in de vriendschappelijke wedstrijd in en tegen Noorwegen (uitslag 1-1). Houtkooper maakte 125 competitiedoelpunten voor Haarlem, een aantal dat destijds alleen overtroffen werd door Jan van den Berg. Van 1921 tot 1925 was Houtkooper vicevoorzitter van HFC Haarlem. In 1932 speelde hij, hoewel eigenlijk al gestopt met voetballen, nog twee wedstrijden voor HFC.
Houtkooper was leraar lichamelijke opvoeding van beroep. Van 1940 tot 1947 was hij trainer van HFC.